# Porto Tiberino

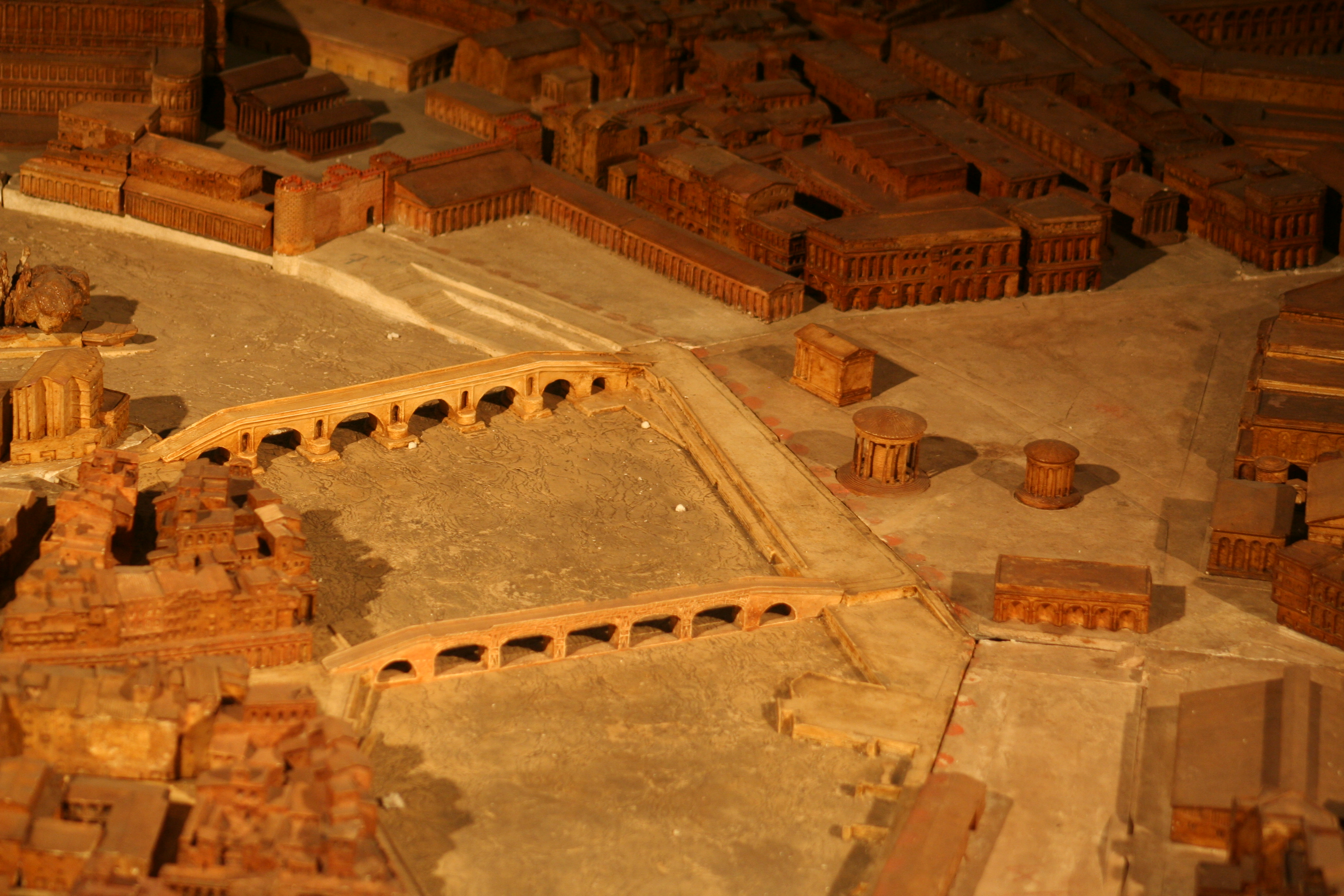
Maquete de Roma mostrando a região do Fórum Boário. O Porto Tiberino é visível na margem direita do rio, antes da ponte, no alto da imagem.

Porto Tiberino (em latim: Portus Tiberinus) era um antigo porto romano localizado no rio Tibre e o principal canal de chegada de suprimentos à Roma imperial e hoje no rione Testaccio. Por ali chegavam, a montante do rio, produtos de toda a Itália central, da Úmbria e da Etrúria; a jusante, chegavam produtos ultramarinos que vinham do porto de Óstia Antiga em barcaças fluviais que vinham puxadas por animais através de cordas.

## Descrição
Este porto, o primeiro de Roma, ficava na zona do Fórum Boário (a atual Piazza della Bocca della Verità), entre o Palatino e o Aventino. No período imperial, ele foi sendo progressivamente desmontado até acabar sendo enterrado no século II a.C., quando foram construídos os atracadouros e armazéns do Empório, o novo porto na encosta meridional do Aventino.
Escavações no século XIX recuperaram vários objetos destes antigos portos fluviais romanos. Em particular, ao sul do Empório eram empilhados os cacos dos vasilhames de terracota utilizados no transporte dos muitos produtos alimentares importados pelos romanos (principalmente ânforas de óleo provenientes da Hispânia meridional e da África romana). Eram tantos cacos que a pilha ganhou o nome de monte Testaceus ("colina dos cacos"), origem do nome do rione Testaccio.

## Fonte
- Coarelli, Filippo (1994) [1980]. Guide archéologique de Rome (em francês). Traduzido por Roger Hanoune 1ª ed. [S.l.]: Hachette. p. 350. ISBN 2012354289